# Olaf Thon
Olaf Thon (* 1. květen 1966, Gelsenkirchen) je bývalý německý fotbalista, který reprezentoval Německou spolkovou republiku i sjednocené Německo. Hrával na pozici záložníka či obránce. V současnosti působí jako trenér.
S německou reprezentací se stal mistrem světa na šampionátu v Itálii roku 1990, získal stříbrnou medaili na mistrovství světa v Mexiku roku 1986 a bronzovou na mistrovství Evropy roku 1988. Hrál i na světovém šampionátu 1998. Celkem za národní tým odehrál 52 utkání a vstřelil 3 branky.
S FC Schalke 04 vyhrál Pohár UEFA 1996/97, s Bayernem Mnichov se stal třikrát mistrem Německa (1989, 1990, 1994).